# Simning vid olympiska sommarspelen 1956
Simningen vid olympiska sommarspelen 1956 i Melbourne bestod av tretton grenar, sju för män och sex för kvinnor, och hölls mellan den 29 november och 7 december 1956 i Melbourne Olympic Pool. Antalet deltagare var 235 tävlande från 33 länder. För första gången fanns fjärilsimning med på programmet.

## Medaljfördelning
| Pl. | Nation                 | Guld | Silver | Brons | Totalt |
| --- | ---------------------- | ---- | ------ | ----- | ------ |
| 1   | Australien             | 8    | 4      | 2     | 14     |
| 2   | USA                    | 2    | 4      | 5     | 11     |
| 3   | Japan                  | 1    | 4      | 0     | 5      |
| 4   | Storbritannien         | 1    | 0      | 1     | 2      |
| 4   | Tysklands förenade lag | 1    | 0      | 1     | 2      |
| 6   | Ungern                 | 0    | 1      | 1     | 2      |
| 7   | Sovjetunionen          | 0    | 0      | 2     | 2      |
| 8   | Sydafrika              | 0    | 0      | 1     | 1      |

## Medaljörer

### Damer
| Gren                         | Guld                                                            | Silver                                                            | Brons                                                                    |
| 100 m frisim Detaljer...     | Dawn Fraser Australien                                          | Lorraine Crapp Australien                                         | Faith Leech Australien                                                   |
| 400 m frisim Detaljer...     | Lorraine Crapp Australien                                       | Dawn Fraser Australien                                            | Sylvia Ruuska USA                                                        |
| 100 m ryggsim Detaljer...    | Judith Grinham Storbritannien                                   | Carin Cone USA                                                    | Margaret Edwards Storbritannien                                          |
| 200 m bröstsim Detaljer...   | Ursula Happe Tysklands förenade lag                             | Éva Székely Ungern                                                | Eva-Maria Elsen Tysklands förenade lag                                   |
| 100 m fjäril Detaljer...     | Shelley Mann USA                                                | Nancy Ramey USA                                                   | Mary Sears USA                                                           |
| 4 x 100 m frisim Detaljer... | Australien Dawn Fraser Faith Leech Sandra Morgan Lorraine Crapp | USA Sylvia Ruuska Shelley Mann Nancy Simons Joan Alderson-Rosazza | Sydafrika Natalie Myburgh Susan Roberts Moira Abernethy Jeanette Myburgh |

### Herrar
| Gren                         | Guld                                                             | Silver                                               | Brons                                                                               |
| 100 m frisim Detaljer...     | Jon Henricks Australien                                          | John Devitt Australien                               | Gary Chapman Australien                                                             |
| 400 m frisim Detaljer...     | Murray Rose Australien                                           | Tsuyoshi Yamanaka Japan                              | George Breen USA                                                                    |
| 1500 m frisim Detaljer...    | Murray Rose Australien                                           | Tsuyoshi Yamanaka Japan                              | George Breen USA                                                                    |
| 100 m ryggsim Detaljer...    | David Theile Australien                                          | John Monckton Australien                             | Frank McKinney USA                                                                  |
| 200 m bröstsim Detaljer...   | Masaru Furukawa Japan                                            | Masahiro Yoshimura Japan                             | Charis Junitjev Sovjetunionen                                                       |
| 200 m fjäril Detaljer...     | William Yorzyk USA                                               | Takashi Ishimoto Japan                               | György Tumpek Ungern                                                                |
| 4 x 200 m frisim Detaljer... | Australien Kevin O'Halloran John Devitt Murray Rose Jon Henricks | USA Dick Hanley George Breen Bill Woolsey Ford Konno | Sovjetunionen Vitalij Sorokin Vladimir Struzjanov Gennadij Nikolajev Boris Nikitini |